# Bifrenaria harrisoniae
Bifrenaria harrisoniae là một loài lan.

## Synonyms
chronological
| - Dendrobium harrisoniae Hook. (1824) (Basionymum) - Maxillaria harrisoniae (Hook.) Lindl. (1825) - Colax harrisoniae (Hook.) Lindl. ex Spreng. (1826) - Maxillaria spathacea Lindl. (1832) - Colax grandiflorus Raf. (1837) - Maxillaria harrisoniae var. alba Lindl. (1841) - Stanhopea harrisoniae (Hook.) P.N. Don (1845) - Maxillaria harrisoniae var. grandiflora Paxton (1850) - Maxillaria harrisoniae var. angustior Lindl. (1853) - Lycaste harrisoniae (Hook.) G. Don ex Loudon (1855) - Maxillaria pubigera Klotzsch (1855) - Maxillaria barringtoniae Rchb.f. (1858) - Bifrenaria harrisoniae var. pubigera (Klotzsch) Rchb.f. (1879) - Bifrenaria aurea Barb.Rodr. (1882) - Lycaste harrisoniae var. eburnea S. Moore (1884) - Maxillaria harrisoniae var. eburnea S. Moore (1884) | - Lycaste citrina B.S. Williams (1885) - Bifrenaria harrisoniae var. alba (Lindl.) Kraenzl. (1889) - Bifrenaria harrisoniae var. citrina (B.S. Williams) Stein (1892) - Bifrenaria harrisoniae var. eburnea (S. Moore) Stein (1892) - Bifrenaria harrisoniae var. purpurascens H.J. Veitch (1893) - Bifrenaria harrisoniae var. buchananiana Rchb.f. (1897) - Bifrenaria harrisoniae var. angustior (Lindl.) Cogn. (1902) - Bifrenaria harrisoniae var. grandiflora (Paxton) Cogn. (1902) - Bifrenaria harrisoniae var. glabra W. Zimm. (1934) - Bifrenaria harrisoniae var. flavopurpurea Hoehne (1950) - Bifrenaria harrisoniae var. insularis Hoehne (1950) - Bifrenaria harrisoniae var. minor Hoehne (1950) - Bifrenaria harrisoniae var. typica Hoehne (1950) - Bifrenaria tyrianthina var. albescens Hoehne (1950) - Bifrenaria harrisoniae var. alba-plena Pabst (1978) |

alphabetical
| - Bifrenaria aurea Barb.Rodr. (1882) - Bifrenaria harrisoniae var. alba-plena Pabst (1978) - Bifrenaria harrisoniae var. alba (Lindl.) Kraenzl. (1889) - Bifrenaria harrisoniae var. angustior (Lindl.) Cogn. (1902) - Bifrenaria harrisoniae var. buchananiana Rchb.f. (1897) - Bifrenaria harrisoniae var. citrina (B.S. Williams) Stein (1892) - Bifrenaria harrisoniae var. eburnea (S. Moore) Stein (1892) - Bifrenaria harrisoniae var. flavopurpurea Hoehne (1950) - Bifrenaria harrisoniae var. glabra W. Zimm. (1934) - Bifrenaria harrisoniae var. grandiflora (Paxton) Cogn. (1902) - Bifrenaria harrisoniae var. insularis Hoehne (1950) - Bifrenaria harrisoniae var. minor Hoehne (1950) - Bifrenaria harrisoniae var. pubigera (Klotzsch) Rchb.f. (1879) - Bifrenaria harrisoniae var. purpurascens H.J. Veitch (1893) - Bifrenaria harrisoniae var. typica Hoehne (1950) - Bifrenaria tyrianthina var. albescens Hoehne (1950) | - Colax grandiflorus Raf. (1837) - Colax harrisoniae (Hook.) Lindl. ex Spreng. (1826) - Dendrobium harrisoniae Hook. (1824) (Basionymum) - Lycaste citrina B.S. Williams (1885) - Lycaste harrisoniae (Hook.) G. Don ex Loudon (1855) - Lycaste harrisoniae var. eburnea S. Moore (1884) - Maxillaria barringtoniae Rchb.f. (1858) - Maxillaria harrisoniae (Hook.) Lindl. (1825) - Maxillaria harrisoniae var. alba Lindl. (1841) - Maxillaria harrisoniae var. angustior Lindl. (1853) - Maxillaria harrisoniae var. eburnea S. Moore (1884) - Maxillaria harrisoniae var. grandiflora Paxton (1850) - Maxillaria pubigera Klotzsch (1855) - Maxillaria spathacea Lindl. (1832) - Stanhopea (Hook.) P.N. Don (1845) |

 Tư liệu liên quan tới Bifrenaria harrisoniae tại Wikimedia Commons

## Hình ảnh

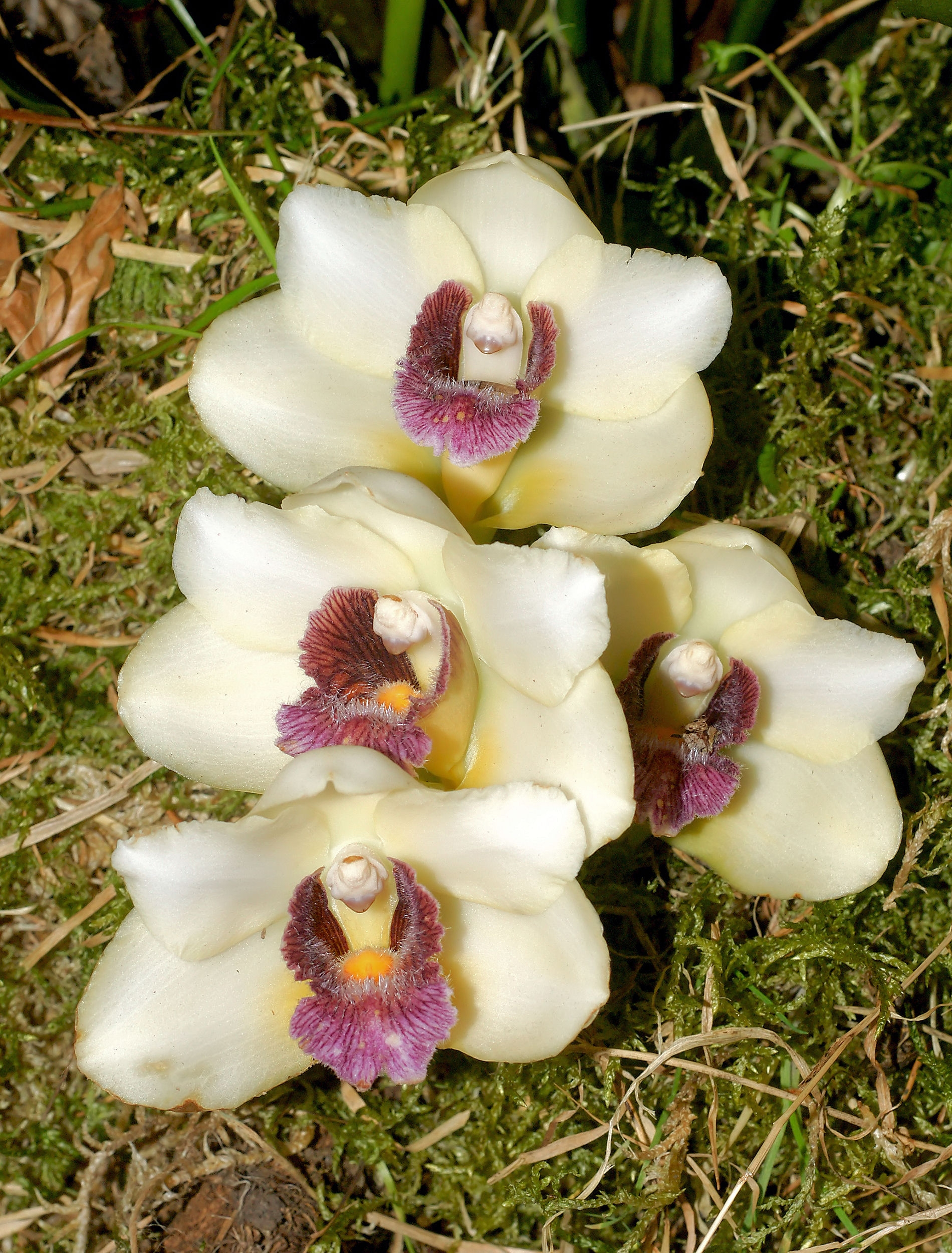
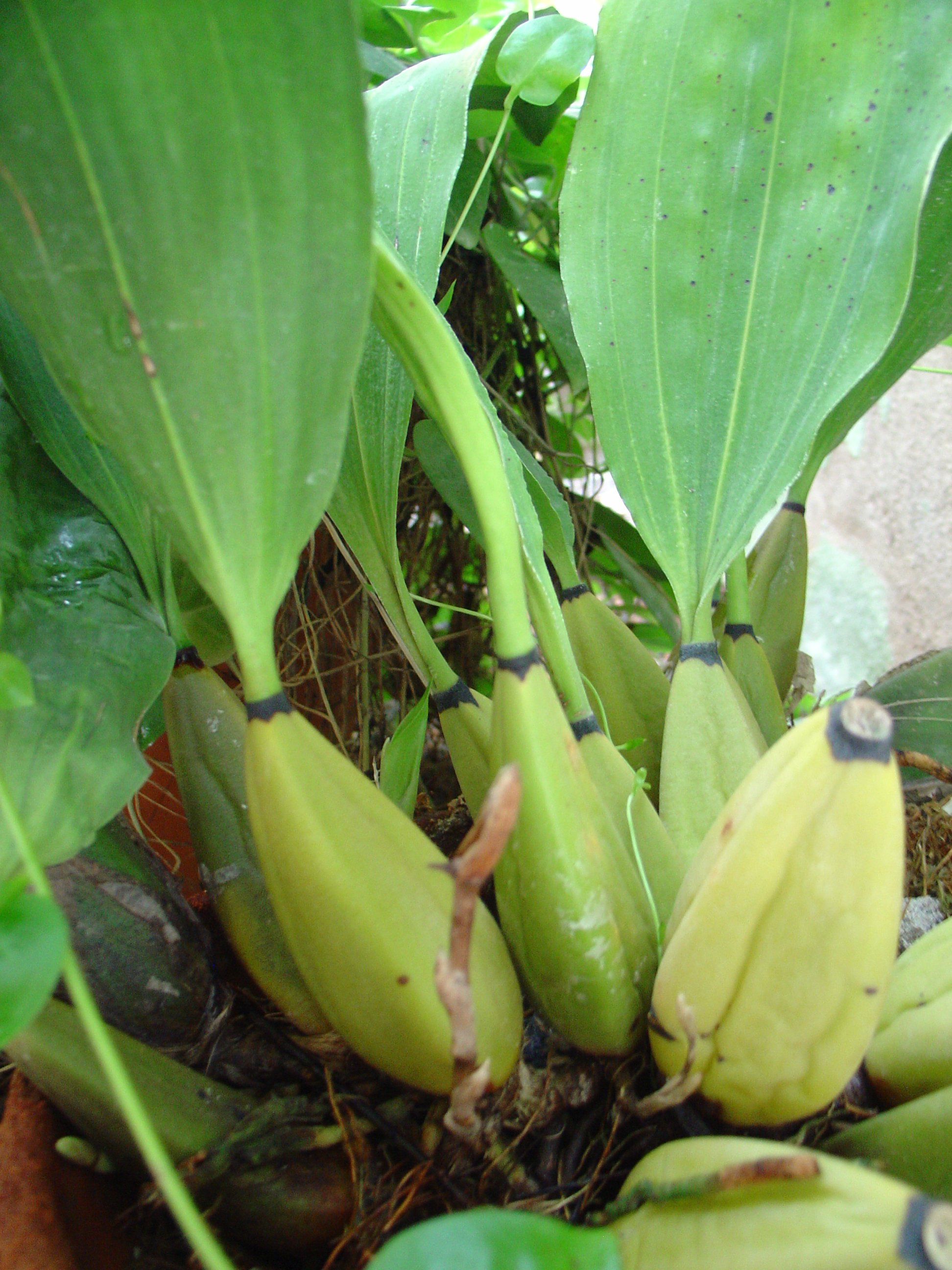
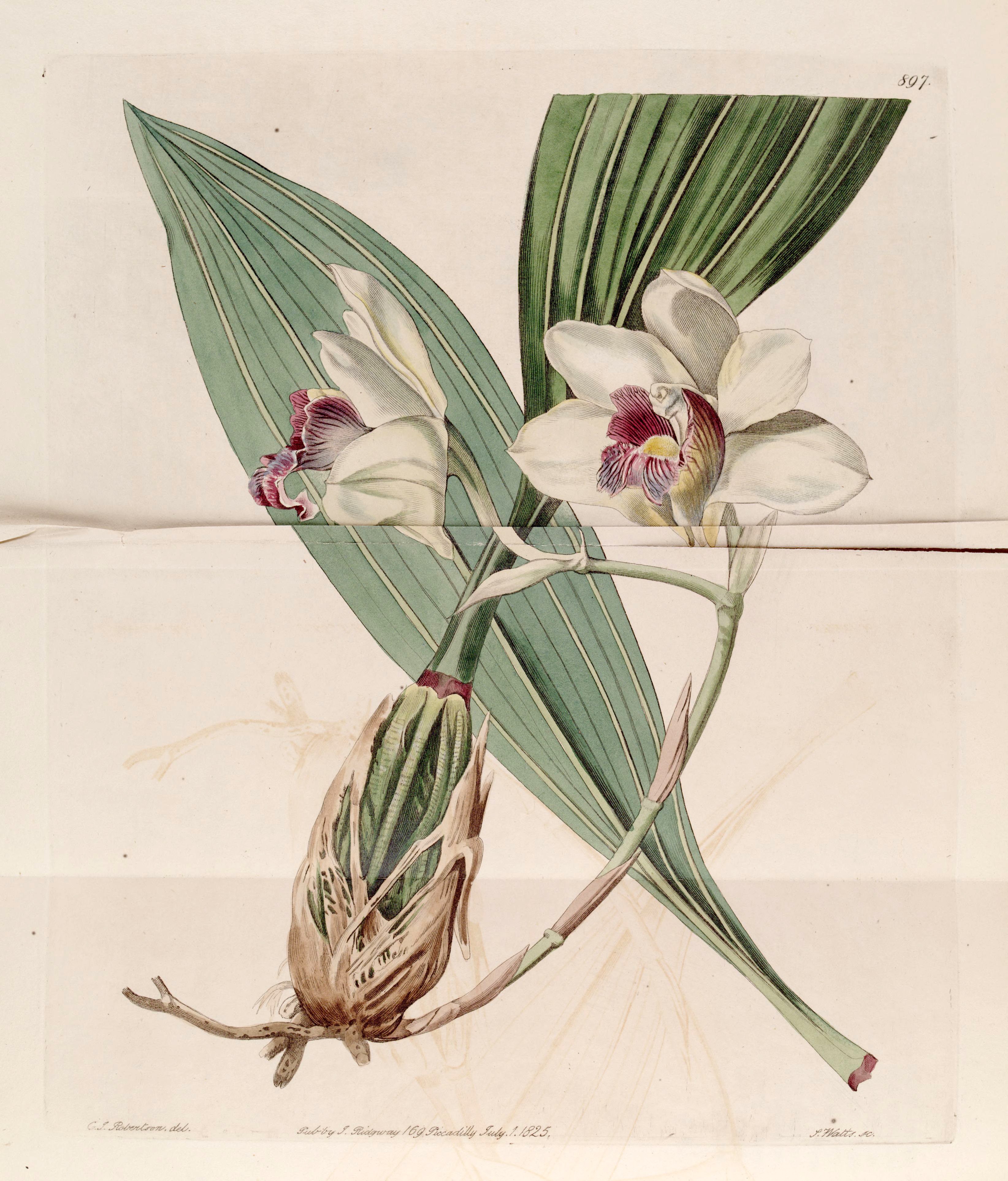
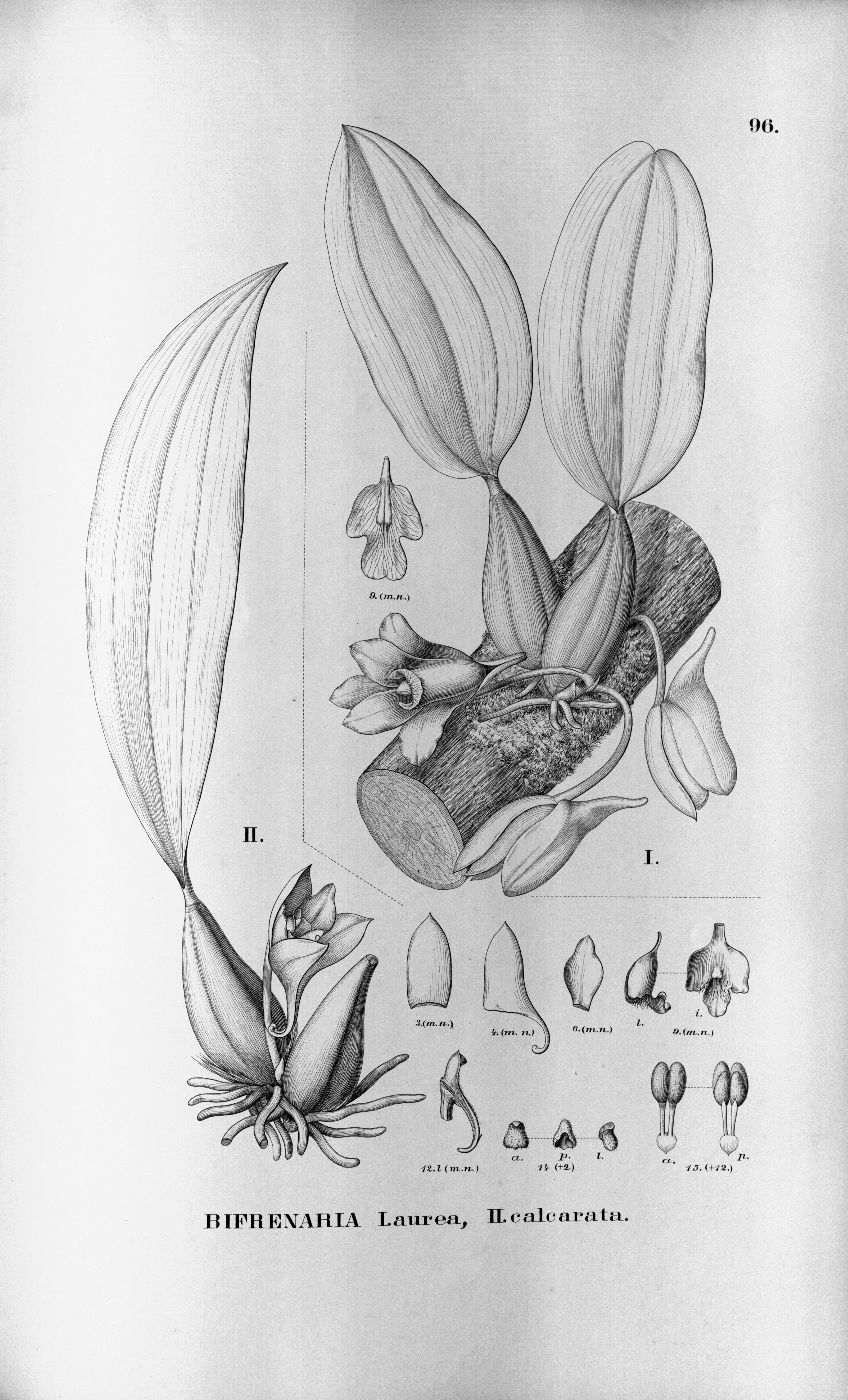